# May Qwinten
May Qwinten, född 10 maj 1983 i Malmö, är en svensk pop/rocksångerska med rötter från både Finland och Danmark. 
May Qwintens debutsingel "Hate S3X" (Hate Sex) som släpptes digitalt i oktober 2009 har toppat topplistan i Frankrike på Spotify med en förstaplacering som höll sig länge. I april 2010 släpptes även hennes singel i EP-format i fysisk form. Kort därefter vecka 20 2010, tog låten "HATE S3X" plats #1, på Billboard Ilike Chart. May Qwinten släppte år 2012 albumet "Slick Rehab For The Insane" som är skriven av May själv, taget ur olika skeenden i hennes liv. 

## Singlar
| År   | Sång                       | Topposition | Topposition | Album                      |
| År   | Sång                       | SWE         |             | Album                      |
| ---- | -------------------------- | ----------- | ----------- | -------------------------- |
| 2010 | HATE S3X                   | 18          |             | Endast Singel              |
| 2010 | One Shot                   | x           |             | Endast Singel              |
| 2012 | Say Hey (It's a May Thing) | 30          |             | Slick Rehab For The Insane |
| 2012 | MayDay                     | x           |             | Slick Rehab For The Insane |
| 2012 | Insane                     | x           |             | Slick Rehab For The Insane |
| 2012 | Mother Hoe                 | x           |             | Slick Rehab For The Insane |
| 2012 | Use Your Other Head        | x           |             | Slick Rehab For The Insane |
| 2012 | Get Going                  | x           |             | Slick Rehab For The Insane |
| 2012 | One Shot - Dick Edit       | x           |             | Slick Rehab for The Insane |
| 2012 | Your Girl                  | x           |             | Slick Rehab For The Insane |

## Musikvideor
| År   | Video]     | Regi |
| ---- | ---------- | ---- |
| 2009 | "HATE S3X" |      |

## TV (i urval)
- 2013 Wallander - Saknaden - Prostituerad
- 2013 Bron (TV-serie) - Servitris
- 2013 Halvvägs till himlen - Tjejkompis
- 2013 Wallander - Mordbrännaren - Utklädd Mamma
- 2016-2019 1%-den inre rösten - Carina